# Arboreto del parque Holmdel
El Arboreto Holmdel (en inglés: Holmdel Arboretum), también denominado más formalmente como David C. Shaw Arboretum at Holmdel Park, es un arboreto y jardín botánico de 22 acres (9 hectáreas), que se encuentra en Holmdel Township, NJ 07777, Nueva Jersey. 
El código de reconocimiento internacional del "Holmdel Arboretum" como miembro del "Botanic Gardens Conservation Internacional" (BGCI), así como las siglas de su herbario es HOLMA.

## Localización
David C. Shaw Arboretum at Holmdel Park Holmdel Park, 44 Longstreet Road P.O. Box 1255 Holmdel Township, Monmouth county, New Jersey NJ 07777, United States of America-Estados Unidos de América
Planos y vistas satelitales.40°19′50.16″N 74°8′27.6″O / 40.3306000, -74.141000
- Promedio anual de lluvias: 1363 mm.
- Altitud: 100 m s. n. m.

El arboreto está abierto todo el día. La entrada es libre.

## Historia
El "David C. Shaw Arboretum at Holmdel Park" fue creado en el otoño de 1963 y está administrado por la Comisión Tree Shade Condado de Monmouth, con la cooperación del Sistema de Parques del Condado de Monmouth. 
El Arboreto es una exposición educativa y hortícola dedicado al cultivo y el estudio de muchos tipos de árboles, arbustos y otras plantas leñosas que crecen en el condado de Monmouth. 
El objetivo propuesto es el de educar a los propietarios de viviendas sobre las muchas variedades y cultivares de plantas leñosas que se pueden utilizar en sus propios jardines. 
El Arboreto lleva el nombre de David C. Shaw en recuerdo de quien desempeñó el cargo de superintendente del "Monmouth County Shade Tree Commission" en el periodo de 1963 a 2002. La instalación del Arboreto fue uno de los primeros proyectos del señor Shaw.

## Colecciones
Este jardín botánico alberga actualmente unos 3,000 árboles y arbustos, que representan a unos cientos de especies, cultivares, y variedades.
Son de destacar:
- El jardín de coníferas enanas "Jane Kluis Memorial",
- Colección de cedros en honor de David Rossheim, es de destacar el cedro llorón del Atlas,
- Colección de cerezos,
- Colección de manzanos silvestres

Además de una serie de especímenes tal como Phellodendron amurense, Taxodium, Cornus, Abies, Ginkgo, Crataegus, Ilex, Tilia, Osmanthus, Styphnolobium, Pinus, Picea, etc. Un mapa en la entrada identifica las principales colecciones de plantas.
Además de las áreas formales, hay senderos que serpentean a través de los campos y a lo largo del bosque. 
También se pueden observar una gran variedad de especies animales, de aves, mariposas e insectos. 